# Schwarzenhasel
Schwarzenhasel ist ein Stadtteil von Rotenburg an der Fulda im osthessischen Landkreis Hersfeld-Rotenburg.

## Geographie
Schwarzenhasel liegt nördlich der Kernstadt Rotenburg und ist einer von vier Orten, die im als Haselgrund bezeichneten Tal des Fulda-Zuflusses Haselbach im Süden des Stölzinger Gebirges liegen. Durch den Ort führt die Landesstraße 3226, direkte Nachbarorte sind Lispenhausen im Süden und Erkshausen im Norden.

## Geschichte

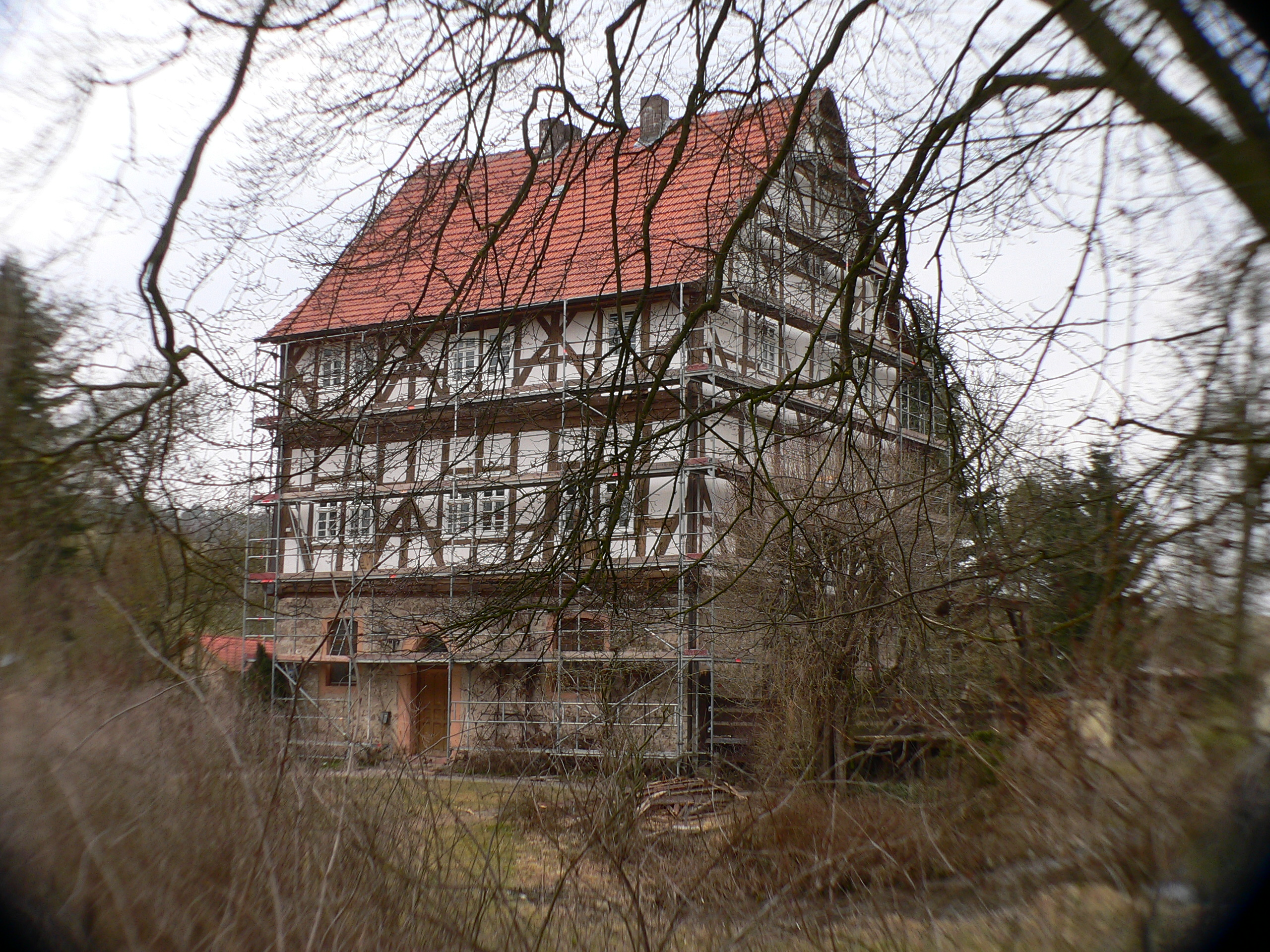
Wasserburg Schwarzenhasel

### Ortsgeschichte
Nach heutigen Erkenntnissen wurde das Dorf erstmals am 1. August 1310 mit dem Ortsnamen Hasela urkundlich erwähnt. In dieser alten Urkunde wird ein Hermann Scherzeling mit Gütern in Hasela aufgeführt. Dieser Hermann Scherzeling erscheint in einer Urkunde vom 1. März 1312 mit Gütern in „Swarzinhasela“. 1312 stiftete der Ritter Ditmar von Breitenbach die Hälfte seiner Güter in Schwarzenhasel dem Kloster Cornberg. Um 1371 wird eine Burg bzw. ein Burgsitz genannt. Von 1457 bis 1522 war das Dorf Schwarzenhasel landgräflich-hessisches Lehen der Familie von Holzheim. Die Wasserburg Schwarzenhasel wurde Stammsitz derer von Trott zu Schwarzenhasel, die 1813 mit Carl Ludwig Trott zu Schwarzenhasel im Mannesstamm ausstarben. Noch immer umgibt die Burg auf drei Seiten ein Wassergraben. Sie wird bewohnt, und der heutige Besitzer ist weiterhin aus Tradition Patronatsherr der Pfarrei Schwarzenhasel. Im Jahr 1502 wurde der Ort als zugehörig zum Untergericht des Amts Rotenburg erwähnt.
Hessische Gebietsreform (1970–1977)
Zum 1. August 1972 wurde die bis dahin selbständige Gemeinde Schwarzenhasel im Zuge der Gebietsreform in Hessen kraft Landesgesetz in die Stadt Rotenburg an der Fulda eingegliedert. Für Schwarzenhasel, wie für die übrigen Stadtteile von Rotenburg an der Fulda, wurde ein Ortsbezirk eingerichtet.

### Verwaltungsgeschichte im Überblick
Die folgende Liste zeigt die Staaten und Verwaltungseinheiten, denen Schwarzenhasel angehört(e):
- vor 1567: Heiliges Römisches Reich, Landgrafschaft Hessen, Amt Rotenburg
- ab 1567: Heiliges Römisches Reich, Landgrafschaft Hessen-Kassel, Amt Rotenburg
  - 1627–1834: Landgrafschaft Hessen-Rotenburg (sogenannte Rotenburger Quart), teilsouveränes Fürstentum unter reichsrechtlicher Oberhoheit der Landgrafschaft Hessen-Kassel bzw. des Kurfürstentums Hessen
- ab 1806: Landgrafschaft Hessen-Kassel, Rotenburger Quart, Amt Rotenburg
- 1807–1813: Königreich Westphalen, Departement der Werra, Distrikt Hersfeld, Kanton Bebra
- ab 1815: Kurfürstentum Hessen, Amt Rotenburg[8]
- ab 1821/22: Kurfürstentum Hessen, Provinz Niederhessen, Kreis Rotenburg[9][Anm. 2]
- ab 1848: Kurfürstentum Hessen, Bezirk Hersfeld
- ab 1851: Kurfürstentum Hessen, Provinz Niederhessen, Kreis Rotenburg
- ab 1867: Königreich Preußen, Provinz Hessen-Nassau, Regierungsbezirk Kassel, Kreis Rotenburg
- ab 1871: Deutsches Reich,  Königreich Preußen, Provinz Hessen-Nassau, Regierungsbezirk Kassel, Kreis Rotenburg
- ab 1918: Deutsches Reich, Freistaat Preußen, Provinz Hessen-Nassau, Regierungsbezirk Kassel, Kreis Rotenburg
- ab 1944: Deutsches Reich, Freistaat Preußen, Provinz Kurhessen, Landkreis Rotenburg
- ab 1945: Amerikanische Besatzungszone, Groß-Hessen, Regierungsbezirk Kassel, Landkreis Rotenburg
- ab 1946: Amerikanische Besatzungszone, Land Hessen, Regierungsbezirk Kassel, Landkreis Rotenburg
- ab 1949: Bundesrepublik Deutschland, Land Hessen, Regierungsbezirk Kassel, Landkreis Rotenburg
- ab 1972: Bundesrepublik Deutschland, Land Hessen, Regierungsbezirk Kassel, Landkreis Hersfeld-Rotenburg, Stadt Rotenburg an der Fulda[Anm. 3]

### Bevölkerung
Einwohnerstruktur 2011
Nach den Erhebungen des Zensus 2011 lebten am Stichtag dem 9. Mai 2011 in Schwarzenhasel 378 Einwohner. Darunter waren 3 (= 0,8 %) Ausländer. Nach dem Lebensalter waren 63 Einwohner unter 18 Jahren, 141 zwischen 18 und 49, 90 zwischen 50 und 64 und 81 Einwohner waren älter. Die Einwohner lebten in 159 Haushalten. Davon waren 42 Singlehaushalte, 51 Paare ohne Kinder und 54 Paare mit Kindern, sowie 12 Alleinerziehende und 3 Wohngemeinschaften. In 42 Haushalten lebten ausschließlich Senioren und in 99 Haushaltungen leben keine Senioren.
Einwohnerentwicklung
| Schwarzenhasel: Einwohnerzahlen von 1834 bis 2011 | Schwarzenhasel: Einwohnerzahlen von 1834 bis 2011 | Schwarzenhasel: Einwohnerzahlen von 1834 bis 2011 | Schwarzenhasel: Einwohnerzahlen von 1834 bis 2011 | Schwarzenhasel: Einwohnerzahlen von 1834 bis 2011 |
| --- | ------------------------------------------------- | ------------------------------------------------- | ------------------------------------------------- | ------------------------------------------------- |
| Jahr |                                                   |                                                   |                                                   | Einwohner                                         |
| 1834 | 1834                                              |                                                   | 425                                               | 425                                               |
| 1840 | 1840                                              |                                                   | 457                                               | 457                                               |
| 1846 | 1846                                              |                                                   | 470                                               | 470                                               |
| 1852 | 1852                                              |                                                   | 452                                               | 452                                               |
| 1858 | 1858                                              |                                                   | 420                                               | 420                                               |
| 1864 | 1864                                              |                                                   | 436                                               | 436                                               |
| 1871 | 1871                                              |                                                   | 412                                               | 412                                               |
| 1875 | 1875                                              |                                                   | 381                                               | 381                                               |
| 1885 | 1885                                              |                                                   | 440                                               | 440                                               |
| 1895 | 1895                                              |                                                   | 372                                               | 372                                               |
| 1905 | 1905                                              |                                                   | 342                                               | 342                                               |
| 1910 | 1910                                              |                                                   | 373                                               | 373                                               |
| 1925 | 1925                                              |                                                   | 443                                               | 443                                               |
| 1939 | 1939                                              |                                                   | 404                                               | 404                                               |
| 1946 | 1946                                              |                                                   | 605                                               | 605                                               |
| 1950 | 1950                                              |                                                   | 635                                               | 635                                               |
| 1956 | 1956                                              |                                                   | 500                                               | 500                                               |
| 1961 | 1961                                              |                                                   | 475                                               | 475                                               |
| 1967 | 1967                                              |                                                   | 483                                               | 483                                               |
| 1970 | 1970                                              |                                                   | 481                                               | 481                                               |
| 1980 | 1980                                              |                                                   | ?                                                 | ?                                                 |
| 1990 | 1990                                              |                                                   | ?                                                 | ?                                                 |
| 2001 | 2001                                              |                                                   | 437                                               | 437                                               |
| 2011 | 2011                                              |                                                   | 378                                               | 378                                               |
| Datenquelle: Historisches Gemeindeverzeichnis für Hessen: Die Bevölkerung der Gemeinden 1834 bis 1967. Wiesbaden: Hessisches Statistisches Landesamt, 1968. Weitere Quellen: LAGIS; Zensus 2011 |                                                   |                                                   |                                                   |                                                   |

## Religion
Seit dem 1. Januar 1976 gehören zum evangelischen Kirchspiel Schwarzenhasel die Dörfer Dankerode, Seifertshausen und Erkshausen.
Historische Religionszugehörigkeit
| • 1885: | 440 evangelische (= 100 %) Einwohner                              |
| • 1961: | 448 evangelische (= 94,32 %), 25 katholische (= 5,26 %) Einwohner |

## Politik
Für den Stadtteil Schwarzenhasel besteht ein Ortsbezirk mit Ortsbeirat und Ortsvorsteher nach der Hessischen Gemeindeordnung. Er umfasst das Gebiet der ehemaligen Gemeinde Schwarzenhasel.
Der Ortsbeirat besteht aus fünf Mitgliedern. Bei den Kommunalwahlen in Hessen 2021 betrug die Wahlbeteiligung zum Ortsbeirat 63,30 %. Alle Kandidaten gehörten der „Schwarzenhaseler Wählergemeinschaft“ an. Der Ortsbeirat wählte Norbert Dräger zum Ortsvorsteher.

## Kultur und Sehenswürdigkeiten
Für die unter Denkmalschutz stehenden Kulturdenkmale des Ortes siehe die Liste der Kulturdenkmäler in Schwarzenhasel.
- Die historische Bausubstanz stammt vorwiegend aus dem 18. Jahrhundert. Darunter finden sich einige bemerkenswerte Kunstdenkmäler, die aus geschichtlichen und künstlerischen Gründen als Gesamtanlage denkmalgeschützt sind.
- Die Mühle an der Burg wurde abgerissen.
- Betteleiche mit einem Brusthöhenumfang von 6,06 m (2015).[13]

## Infrastruktur
Im Ort gibt es ein Dorfgemeinschaftshaus.

## Persönlichkeiten
- Johann Christoph Ungewitter (1681–1756), deutscher reformierter Theologe